# Мура-Сільян (аеропорт)
Аеропорт Мура-Сільян (швед. Mora-Siljan flygplats, (IATA: MXX, ICAO: ESKM)) — аеропорт розташований близько 7 км або 3,3 нм на південний захід від Мура, Швеція . Його оператор з фіксованою базою (FBO), AB Dalaflyget, який також управляє аеропортом Дала. Dalaflyget також надає послуги управління повітряним рухом . Злітно-посадкова смуга шириною 45 м та стоянка можуть вмістити авіалайнери типу Boeing 737.

## Авіакомпанії та напрямки
Кількість пасажирів різко впала з приблизно 50 000 пасажирів на рік у 1980-х роках до 7 000 в останні роки, слідуючи тенденції, яку зазнавали в цей період усі шведські аеропорти третього рівня. Конкуренція між двома вітчизняними авіакомпаніями, Skyways Express та неіснуючим European Executive Express, завершилась у 2005 році, залишивши район без польотів до Стокгольма  та зовнішнього світу, що вимагало 4-годинної поїздки на поїзді, чи поїзді. Муніципалітет Мора керував аеропортом до створення Dalaflyget. З 2016 по 2018 рік AIS Airlines виконувала рейси до Стокгольма.
28 лютого 2018 року маршрут до Стокгольма Арланда був скасований, оскільки Шведська транспортна адміністрація, яка закупила маршрут Арланда – Свег, не прийняла лінію, об’єднану з маршрутом Арланда – Мора. Це було оброблено в суді, а також подано апеляцію до Комісії ЄС, яка надала Шведській транспортній адміністрації право мати свої угоди для себе.  Муніципалітет Мора вирішив не закуповувати власну лінію, оскільки це означало б значно більші витрати. Поїзд вважається майбутнім видом транспорту, якщо уряд не дасть вказівки Шведській транспортній адміністрації щодо закупівлі лінії.  Адміністрація транспорту закупила лише повітряні маршрути, де альтернативний транспорт (наземний чи інший аеропорт) до центральної частини Стокгольма займає більше чотирьох годин, а поїзд до Мори їде трохи менше.
Новий аеропорт Селен-Трисіль, який відкрився в грудні 2019 року, взяв на себе зимові туристичні рейси.  Останні заплановані рейси відбувались до/з Енгельгольма у березні 2019 року.

## Статистика
Див. джерело запитів Вікіданих та джерела.

## Зовнішні посилання
- Офіційний сайт (шведська) [Архівовано 22 січня 2021 у Wayback Machine.]
- Інформація про аеропорт ESKMз сайту World Aero Data.